# Богатир Віктор Миколайович
Ві́ктор Микола́йович Богатир (нар. 11 травня 1969 року в м. Олександрія) — радянський і український футболіст, що виступав на позиції півзахисника. після закінчення кар'єри футболіста — український футбольний тренер.

## Життєпис
Віктор Богатир народився 11 травня 1969 року в місті Олександрія. Навчався в Олександрійській ДЮСШ. Його першим професійним клубом став білоруський Дніпро із Могильова. Після розпаду СРСР він повернувся додому в Олександрію, де продовжив виступи за місцеву «Поліграфтехніку» у першій лізі. Завдяки успішним виступам за «Поліграфтехніку» влітку 1993 року Богатиря запрошують в одеський «Чорноморець», з яким у сезоні 1993/1994 він стає володарем Кубка України та бронзових медалей чемпіонату. Однак уже наступного сезону Віктор Прокопенко, який і запросив Богатиря до команди, покидає «Чорноморець», а новий тренер Леонід Буряк не бачить перспектив у перебуванні Віктора Богатиря у своїй команді. Тому Богатир повертається до «Поліграфтехніки», а потім виступає на правах оренди за «Кривбас». Лише на початку 1996 року Богатир підписує постійний контракт з полтавською «Ворсклою». У її складі стає переможцем першої ліги й 1997 року виграє бронзові медалі чемпіонату України.
Згодом у його кар'єрі були виступи за «Кремінь», кіровоградську «Зірку», білоруське «Торпедо-Кадіно» з Могильова, тернопільську «Ниву», аматорський «Сигнал». Останнім клубом у професійній футбольній кар'єрі Віктора Богатиря стала одеська «Пальміра», де він виступав як граючий тренер.
Влітку 2005 року «Пальміра» знімається з розіграшу чемпіонату України і Віктор Богатир стає тренером «Гірника» з Кривого Рогу, однак уже восени цього ж року він залишає команду. Наступним місцем роботи стає його «рідний» клуб «Олександрія», яку він тренує впродовж двох сезонів і з якою досягає помітних успіхів у першій лізі.
Після «Олександрії» Богатир тренує різні молдовські клуби, а згодом у його тренерській кар'єрі настає тривала пауза, яка закінчується у квітні 2015 року, коли він стає тренером «Інгульця» з другої ліги. Тренером цієї команди він працював лише півроку й після виїзної поразки від рівненського «Вереса» подав у відставку.
На початку грудня 2015 року Віктор Богатир став новим тренером «Вереса». 10 квітня 2016 року подав у відставку разом зі своїм штабом через незадовільні результати команди.
У липні 2016 році Богатир стає головним тренером команди другої ліги «Мир», та працював на цій посаді до серпня 2017 року.
30 листопада 2017 року повідомлено, що Віктор Богатир призначений головним тренером одного із аутсайдерів першої ліги — луцької «Волині», змінивши на цій посаді Альберта Шахова. На новій посаді Віктор Богатир анонсував практично повну зміну складу команди, що новий головний тренер пов'язав не лише із турнірним положенням команди, а й і з тим, що на думку тренерського штабу та керівництва клубу, практично всі футболісти попереднього складу команди причетні до участі в договірних матчах та грі на тоталізаторі.

## Титули та досягнення

### Командні
«Чорноморець» Одеса:
- Бронзовий призер вищої ліги чемпіонату України (1): 1993/94.
- Володар Кубка України (1): 1993/94.

«Ворскла» Полтава:
- Бронзовий призер вищої ліги чемпіонату України (1): 1996/97.
- Переможець Першої ліги України (1): 1995/96.